# IC 2904
IC 2904 је појединачна звијезда у сазвјежђу Лав која се налази на листи објеката дубоког неба у Индекс каталогу.
Деклинација објекта је + 13° 11' 5" а ректасцензија 11h 31m 42,5s.